# エズラ・ミラー
エズラ・マシュー・ミラー（Ezra Matthew Miller, 1992年9月30日 - ）は、アメリカ合衆国の俳優。

## 生い立ち
ニュージャージー州バーゲン郡ワイコフ生まれ。出版社の役員を務める父とダンサーの母、2人の姉を持つ。ユダヤ系の名前とユダヤ人の父を持ち、自身をユダヤ人と認識する。
6歳から始めたオペラ歌手としての訓練によって吃音症を克服した。オペラ歌手として、メトロポリタン歌劇場やフィリップ・グラスのオペラ『White Raven』の米国初公演などの舞台に立った。ハドソン高校に通い、16歳のときに中退した。

## キャリア
2008年の映画『アフタースクール』への主演により俳優としてのキャリアを開始。タイトル・ロールの少年を演じたライオネル・シュライヴァーの小説のリン・ラムジー監督・脚本による映画化『少年は残酷な弓を射る』は2011年のカンヌ国際映画祭で上映され、絶大な賛辞を集めた。
2012年、スティーヴン・シュボースキーの小説『ウォールフラワー』の著者自身の監督による映画化『ウォールフラワー』でローガン・ラーマン、エマ・ワトソンと共演。主人公を救うゲイの少年パトリックを演じた。ミラーは少年時代、原作小説を読んで魅せられていたという。
2016年には、『ハリー・ポッター』シリーズの新作として映画化された『ファンタスティック・ビーストと魔法使いの旅』のクリーデンス・ベアボーンを演じ強烈な印象を残した。同作の続編である2018年の映画『ファンタスティック・ビーストと黒い魔法使いの誕生』と2022年の映画『ファンタスティック・ビーストとダンブルドアの秘密』でも同役を演じた。
ニューヨークのバンドSons of an Illustrious Fatherでドラムスとボーカルを担当する。
2023年、映画『ザ・フラッシュ』にバリー・アレン / フラッシュ役で主演。エズラ演じるフラッシュは2016年の『バットマン vs スーパーマン ジャスティスの誕生』などその他のDCコミックスの映画へ先行してカメオ出演していた。

## 私生活

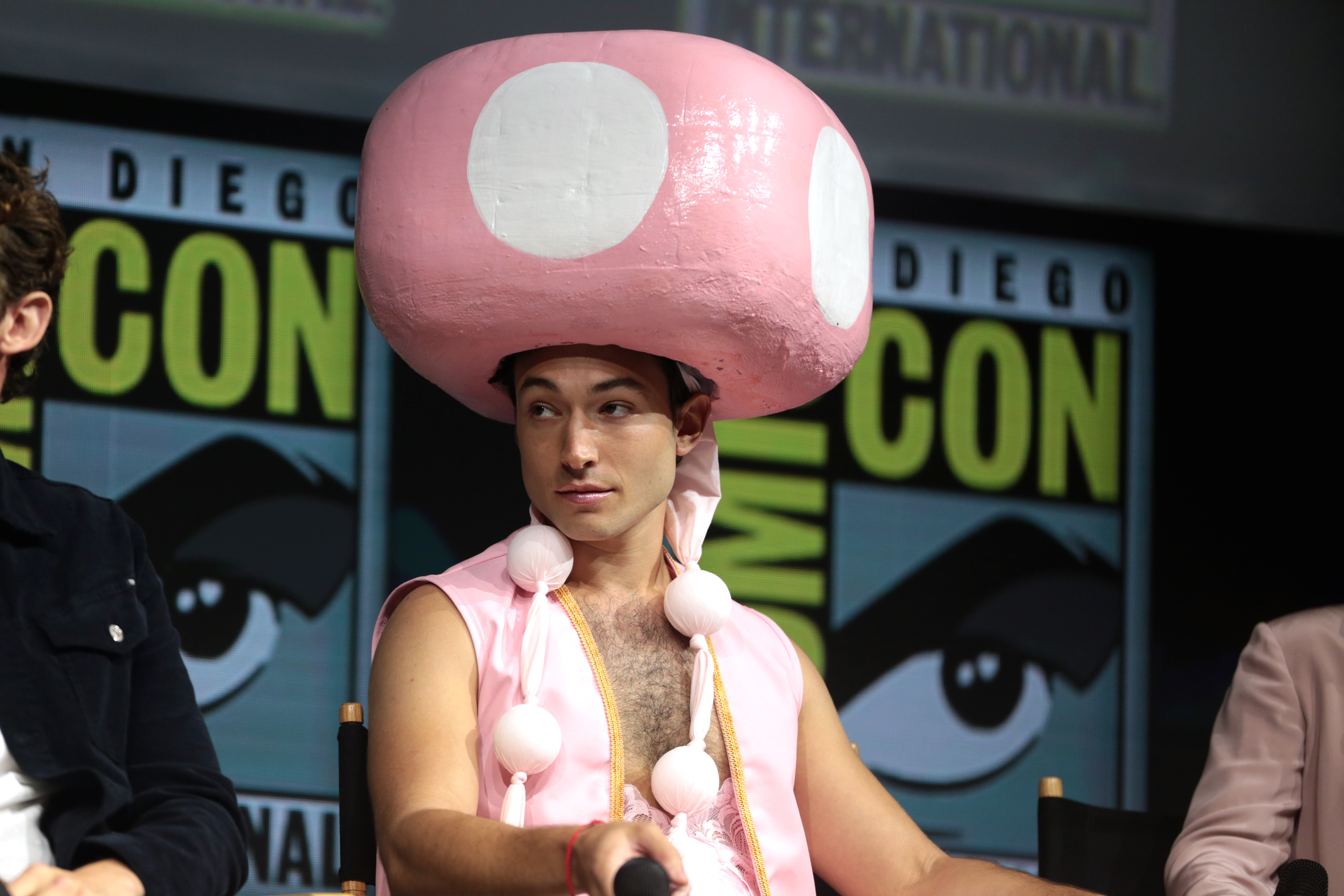
2018年

2011年6月28日、『ウォールフラワー』の撮影中だったペンシルベニア州ピッツバーグで停止中の車の前部座席で喫煙行為を警官に発見され、20グラムのマリファナを所持していたために逮捕された。運転はしていなかった。この容疑はのちに裁判所によって免訴されたが、治安紊乱行為をはたらいたとして600ドルの罰金を科せられた。ミラーはのちに「自分がポットを吸う事実を隠す必要を感じない。(大麻は) 感性を高める無害な薬物だ」とコメントしている。
2012年8月、ミラーは雑誌『Out』のインタビューで自身を「クィア」と表現し、「多様な性やジェンダーの素晴らしい友人をたくさん持っている。特定の誰かと恋愛関係にあるわけではない」と語った。2012年9月のインタビューでは「自分を表現する方法としてゲイは選ばない。惹かれたことがある人のほとんどは女性だが、多くの人と一緒になったし、愛が見つかればどこでもそれを受け入れる」と語っている。また2012年1月には「青年期の初期には多くの『ハッピー・エンドのお泊り』を体験した」「ゲイ的な時間を過ごしたことのない人はおそらく人生の現実に対峙することを避けようとしている」と語っている。後は「ノンバイナリー」と自称している。また、これに関連して、2022年に複数の州で保護者からノンバイナリーのティーンエイジャーをグルーミングまたは脅迫した容疑で告発された。中には2022年の時点で18歳の環境保護活動家のトカタ・アイアン・アイズが含まれており、彼女の両親はミラーが6年前から娘を洗脳し、彼女の肉体と精神を操縦した後、2021年に彼女を自分がノンバイナリーのトランスジェンダーと信じ込ませた上、略奪したと主張している。
2012年8月11日、ニューヨークのウィリアムズバーグ橋でミラーを乗せたタクシーが消防車に追突された。ミラーは負傷したが、治療は受けなかった。
2022年3月にハワイのカラオケバーで暴れて逮捕されたのに続き、4月には投げつけた椅子が女性の頭部にあたって負傷させたことで再び逮捕された。

## フィルモグラフィ
※役名の太字表記は主演。

### 映画
| 年   | 題名                                                                                         | 役名                                                  | 備考               | 吹き替え           |
| ---- | -------------------------------------------------------------------------------------------- | ----------------------------------------------------- | ------------------ | ------------------ |
| 2008 | アフタースクール Afterschool                                                                 | ロバート                                              | 日本劇場未公開     | （吹き替え版なし） |
| 2009 | ファミリーズ・シークレット 秘密を抱えた家族 City Island                                      | ヴィンス・Jr                                          | 日本劇場未公開     | （吹き替え版なし） |
| 2010 | Every Day                                                                                    | ジョナ                                                |                    | N/A                |
| 2010 | Beware the Gonzo                                                                             | エディ・“ゴンゾ”・ギルマン                            | N/A                |                    |
| 2011 | アナザー・ハッピー・デイ ふぞろいな家族たち Another Happy Day                                | エリオット                                            | （吹き替え版なし） |                    |
| 2011 | 少年は残酷な弓を射る We Need to Talk About Kevin                                             | ケヴィン                                              | （吹き替え版なし） |                    |
| 2012 | ウォールフラワー The Perks of Being a Wallflower                                             | パトリック                                            | 勝杏里             |                    |
| 2014 | ボヴァリー夫人 Madame Bovary                                                                 | レオン・デュピュイ                                    | （吹き替え版なし） |                    |
| 2015 | プリズン・エクスペリメント The Stanford Prison Experiment                                    | ダニエル                                              | 寸石和弘           |                    |
| 2015 | エイミー、エイミー、エイミー! こじらせシングルライフの抜け出し方 Trainwreck                  | ドナルド                                              | 近松孝丞           |                    |
| 2016 | バットマン vs スーパーマン ジャスティスの誕生 Batman v Superman: Dawn of Justice             | バリー・アレン / フラッシュ                           | カメオ出演         | 小林親弘           |
| 2016 | スーサイド・スクワッド Suicide Squad                                                         | バリー・アレン / フラッシュ                           | カメオ出演         | 小林親弘           |
| 2016 | ファンタスティック・ビーストと魔法使いの旅 Fantastic Beasts and Where to Find Them           | クリーデンス・ベアボーン                              |                    | 武藤正史           |
| 2017 | ジャスティス・リーグ Justice League                                                          | バリー・アレン / フラッシュ                           | 細谷佳正           |                    |
| 2018 | ファンタスティック・ビーストと黒い魔法使いの誕生 Fantastic Beasts: The Crimes of Grindelwald | クリーデンス・ベアボーン                              | 武藤正史           |                    |
| 2021 | ジャスティス・リーグ:ザック・スナイダーカット Zack Snyder's Justice League                   | バリー・アレン / フラッシュ                           | 細谷佳正           |                    |
| 2021 | Asking for It                                                                                | マーク・ヴァンダーヒル                                | N/A                |                    |
| 2022 | ファンタスティック・ビーストとダンブルドアの秘密 Fantastic Beasts: The Secrets of Dumbledore | クリーデンス・ベアボーン / アウレリウス・ダンブルドア | 武藤正史           |                    |
| 2022 | ウェルカム トゥ ダリ Daliland                                                                | 若かりし頃のダリ                                      |                    |                    |
| 2023 | ザ・フラッシュ The Flash                                                                     | バリー・アレン / フラッシュ 少年時代のバリー・アレン  | 細谷佳正           |                    |
| TBA  | Lynne Ramsay's New film                                                                      | TBA                                                   | 兼脚本             |                    |

### テレビシリーズ
| 放送年    | 題名                                                       | 役名                        | 備考                                                            | 吹き替え |
| --------- | ---------------------------------------------------------- | --------------------------- | --------------------------------------------------------------- | -------- |
| 2008      | Cakey! The Cake from Outer Space                           | Bully                       | 計1話出演                                                       | N/A      |
| 2008      | カリフォルニケーション Californication                     | ダミアン・パターソン        | 計5話出演                                                       |          |
| 2009      | LAW & ORDER:性犯罪特捜班 Law & Order: Special Victims Unit | イーサン・モース            | 第10シーズン第20話「未熟な愛」                                  |          |
| 2009-2010 | 救命医ハンク セレブ診療ファイル Royal Pains                | タッカー・ブライアント      | 計5話出演                                                       | 林勇     |
| 2020      | ARROW/アロー Arrow                                         | バリー・アレン / フラッシュ | 「クライシス・オン・インフィニット・アース パート4」 カメオ出演 | 細谷佳正 |
| 2021      | ザ・スタンド The Stand                                     | ゴミ箱男                    | 計3話出演                                                       |          |
| 2021      | インビンシブル 〜無敵のヒーロー〜 Invincible               | D・A・シンクレア            | 声の出演 第1シーズン第6話「You Look Kinda Dead」                | 時永ヨウ |
| 2022      | ピースメイカー Peacemaker                                  | バリー・アレン / フラッシュ | 第1シーズン第8話「カウか死か」 カメオ出演（クレジットなし）     | 細谷佳正 |

## 関連人物
- トカタ・アイアン・アイズ